# Auenwiesen von Fulda, Rohrbach und Solz
Auenwiesen von Fulda, Rohrbach und Solz este o arie protejată (arie specială de conservare — SAC, sit de importanță comunitară — SCI) din Germania întinsă pe o suprafață de 787,56 ha, integral pe uscat.

## Localizare
Centrul sitului Auenwiesen von Fulda, Rohrbach und Solz este situat la coordonatele 50°54′00″N 9°45′38″E / 50.9°N 9.7606°E.

## Înființare
Situl Auenwiesen von Fulda, Rohrbach und Solz a fost declarat sit de importanță comunitară în aprilie 1999 pentru a proteja 13 specii de animale. Situl a fost protejat și ca arie specială de conservare în martie 2008.

## Biodiversitate
Situată în ecoregiunea continentală, aria protejată conține 5 habitate naturale: Lacuri eutrofice naturale cu vegetație de tip Magnopotamion sau Hydrocharition, Cursuri de apă de la nivel de câmpie la nivel montan, cu vegetație Ranunculion fluitantis și Callitricho-Batrachion, Liziere de ierburi înalte hidrofile de câmpie și de nivel montan până la alpin, Fânețe de joasă altitudine (Alopecurus pratensis, Sanguisorba officinalis), Păduri aluvionare cu Alnus glutinosa și Fraxinus excelsior (Alno-Padion, Alnion incanae, Salicion albae).
La baza desemnării sitului se află mai multe specii protejate:
- păsări (10): fluierar de munte (Actitis hypoleucos), pescăruș albastru (Alcedo atthis), fâsă de luncă (Anthus pratensis), Charadrius dubius curonicus, becațină comună (Gallinago gallinago), vultur pescar (Pandion haliaetus), cormoran mare (Phalacrocorax carbo carbo), Podiceps cristatus cristatus, fluierarul de zăvoi (Tringa ochropus), fluierarul cu picioare roșii (Tringa totanus)
- amfibieni (1): izvoraș-cu-burta-galbenă (Bombina variegata)
- nevertebrate (1): phengaris nausithous (Maculinea nausithous)
- reptile (1): țestoasa de baltă (Emys orbicularis)

Pe lângă speciile protejate, pe teritoriul sitului au mai fost identificate 9 specii de plante, 1 specie de amfibieni, 2 specii de mamifere, 5 specii de nevertebrate, 2 specii de pești.